# Avenida Guardia Civil (Piura)
La avenida Guardia Civil es una de las principales avenidas de la ciudad de Piura. Recorre de oeste a este, conectando al distrito de Piura con el distrito de Castilla.

## Recorrido
La avenida empieza en la intersección de las avenidas Sánchez Cerro y Guillermo Irazola, en el distrito de Castilla, al lado del río Piura. En su trayecto, cruza las avenidas Cayetano Heredia, Luis Montero, Andrés Avelino Cáceres, y finalizando en el óvalo donde se cruzan la carretera Piura-Chulucanas y la Vía de Evitamiento Este.
A lo largo de su recorrido se encuentran varios lugares de interés, como lo son la sede de Mibanco, una sede de BanBif, el estadio Miguel Grau, la Villa FAP ubicada al lado del Aeropuerto Internacional Capitán FAP Guillermo Concha Iberico, el Terminal Terrestre de Castilla y el colegio militar Pedro Ruiz Gallo.